# Anyang Korea Ginseng Corporation
O Anyang Korea Ginseng Corporation é um clube profissional de basquetebol sul-coreano sediado em Anyang, Coreia do Sul. A equipe disputa a Korean Basketball League.

## História
Foi fundado em 1992.